# Куртина дуба червоного
Куртина дуба червоного — ботанічна пам'ятка природи місцевого значення в Україні.

## Розташування
Куртина дуба червоного зростає поблизу села Цигани Чортківського району Тернопільської області, у кварталі 74 виділі 1 Скала-Подільського лісництва Чортківського держлісгоспу в межах лісового урочища «Дача „Скала-Подільська“».

## Пам'ятка
Оголошена об'єктом природно-заповідного фонду рішенням виконкому Тернопільської обласної ради від 14 жовтня 1967 № 734. Перебуває у віданні Тернопільського обласного управління лісового господарства.

## Характеристика
Площа — 0,2 га. Під охороною — високопродуктивні насадження дуба червоного 1 бонітету віком 90 р., що мають господарську, наукову та естетичну цінність.